# Periptero

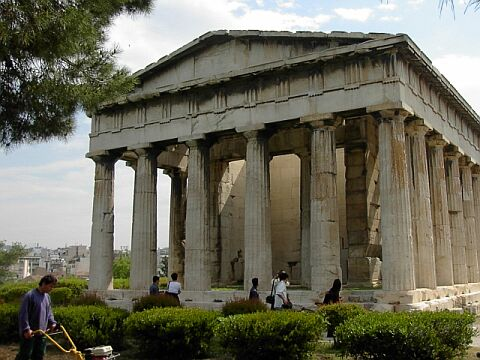
Tempio di Efesto, un tempio dorico periptero di Atene, del 449 a.C.

Il periptero o perittero è la conformazione particolare di un tipo di templi antichi circondati da un portico con colonne.
Si riferisce all'elemento utile per la definizione architettonica delle costruzioni circondate sul perimetro esterno da colonnato (ptèron) su tutti e quattro i lati della cella (naos) creando un porticato quadrangolare (peristasi).
Per traslazione significa anche semplicemente il perimetro di un edificio (tipicamente un tempio classico) costituito da colonne. Lo spazio percorribile tra il colonnato e il muro della cella veniva detto ambulacro.
Il suo utilizzo è molto frequente nell'ordine architettonico dorico. Se a base circolare si può parlare anche di monoptero.
Quindi la parte più interna è costituita dalla cella o Naòs, che è lo spazio più sacro del tempio, dentro la Naòs si conservava il simulacro (ovvero la statua della divinità in questione), la cella è completamente chiusa da una porta di ingresso.

## Definizioni
Il periptero può essere propriamente un portico, un chiosco o una cappella.
Se è costituito da quattro, sei, otto, dieci o dodici colonne sulla facciata, si chiama rispettivamente tetrastilo, esastilo, octastilo, decastilo, dodecastilo, altrimenti se le colonne invece di essere isolate sono incastrate nel muro si ha lo pseudoperiptero.